# EE VFFLB
Las locomotoras diésel-eléctricas EE VFFLB de la Tráfico Férreo Federal del Este Brasileño (VFFLB) fueron las primeras utilizadas en un ferrocarril brasileño, compradas en 1938 a la compañía inglesa English Electric. No formaron parte de un amplio programa de dieselización, no siendo hasta 1943/44 cuando fueron adquiridas otras locomotoras, esta vez ocho unidades diesel-mecánicas de la Davenport de los Estados Unidos.
Fueron entregadas en noviembre de 1938, siendo montadas en las oficinas de Calçada (Salvador) y puestas en funcionamiento a partir de enero (nº601 y 602) y febrero (nº600) de 1939.
Equipamientos diesel y eléctricos aportados por la EE y partes mecánicas construidas por Robert Stephenson and Hawthorns Ltd. Poseía un motor diesel de 8 válvulas del tipo 8K aspirado, y prestaban un servicio adecuado unido a un bajo coste de mantenimiento.
Uno de los posibles motivos para la adopción de la tracción diesel-eléctrica por la VFFLB fueron los problemas relacionados con la calidad (poder calorífico) y la cantidad de madera disponible para la quema como combustible para las locomotoras a vapor, siendo necesarios un consumo de 20 metros cúbicos por cada 100 km.
Fueron retiradas a partir de los años 60, no existiendo ningún ejemplar a día de hoy y siendo sustituidas por locomotoras eléctricas de la IRFA en los tramos eletrificados, entre Salvador y Alagoinhas y Mapele y Conceição da Feira, todos en Bahía, y en el resto de los tramos por las locomotoras diésel-eléctricas GE U8B y U10B.